# Крестьянское восстание в Трансильвании (1437—1438)
Крестьянское восстание 1437—1438 годов — вооружённый конфликт, начавшийся в Трансильвании весной 1437 года с отказа местных крестьян платить церковную десятину епископу региона. Восстанию предшествовал массовой выпуск обесцененных денег, при том, что десятина и другие феодальные повинности брались полновесной монетой. Очагами восстания стали: гора Бабольна (около деревни Олпрет или Альпрет), район города Деж (Деш), а также район Клужа (Коложвара). После победы, одержанной восставшими в июле 1437, феодалы вынуждены были пойти на уступки: в частности была отменена десятина, сокращена барщина, уменьшены денежные платежи, а также подтверждено право перехода крестьян между феодалами (после уплаты недоимок). Но уже в январе 1438 года крестьянский бунт был разгромлен феодалами и выступившим в их поддержку патрициатом саксонских городов. На требования восставших в Трансильвании существенно повлияло гуситское движение в соседней Чехии (особенно табориты): в районах восстания распространялись сочинения гуситов, а военная организация восставших создавалась по таборитскому образцу.

## Предыстория восстания
Чтобы справиться с «финансовым бременем», вызванным гуситскими войнами и военными походами против Османской империи, император Священной Римской империи Сигизмунд I Люксембург ввёл в оборот серебряные монеты более низкого номинала. Епископ Трансильвании Дьёрдь Лепеш в 1434 году отказался взимать налоги и повинности такой монетой. Тремя годами позднее, в 1437 году, когда королевское казначейство снова выпустило полноценные золотые монеты, епископ потребовал погасить весь накопившийся долг по церковной десятине уже новыми деньгами. Местные крестьяне, которые предыдущие годы получали доход в старых серебряных монетах, не смогли оплатить налоги в «новой валюте». После того как крестьяне массово отказались платить, епископ отлучил их от церкви. В дополнение, епископ потребовал выплат от мелких дворян и даже от влахских (румынских) крестьян, не принадлежавших к Римско-Католической Церкви. 
Трансильвания в те годы и ранее стала регионом распространения гуситских идей, близких по духу большой части местного крестьянства — особенно в части радикальных, таборитских, идей. В ответ на это церковь ввела в регионе инквизицию: в частности, если инквизитор признавал даже умершего человека еретиком-гуситом, то его могилу разрывали, а тело сжигали.

## Восстание
Восстание вспыхнуло в северной Трансильвании, но вскоре распространилось по графствам Сатмара (Сату-Маре) и Сабольч. В июне 1437 года крестьянская армия, состоявшая из венгерских и румынских крестьян, построила лагерь на холме в Бабольне. К ним присоединились мелкие дворяне и некоторые священники. Они провозгласили собственное государство — «universitas Hungarorum et Valachorum» — и потребовали его признания. Восстание возглавил бедный дворянин Антал Надь из Буды и пять других «капитанов» (три венгерских крестьянина, румынский крестьянин и «бюргер» из Коложвара). Повстанцы послали парламентёров к трансильванскому воеводе Ласло Чаки. Воевода немедленно казнил посланников: но, после того как повстанческие войска одержали победу над его силами, он заявил о своей готовности к переговорам.
6 июля 1437 года в Коложмоношторе (Клуж-Мэнэштур) был подписан договор между сторонами, который, правда, не включал многие требования мятежников. Обе стороны также направили своих посланников к королю Сигизмунду — с просьбой об арбитраже. Однако уже 16 сентября трансильванское дворянство, саксонские бюргеры и свободная гвардия Секлей создали «союз взаимопомощи», который был назван Союзом Капольны (Căpâlna). Альянс был создан для защиты Трансильвании от османских вторжений и для поддержки местных феодальных помещиков в их борьбе с крестьянами.
6 октября в Апати (Апатеу) был подписан новый договор с повстанцами, который отменил некоторые пункты предыдущего соглашения. Новые условия освобождали мелких дворян от уплаты налогов и, таким образом, оставляли крестьян в одиночестве. В декабре, когда король Сигизмунд умер, союзники атаковали и разбили мятежников-крестьян; Антал Надь из Буды погиб на поле битвы. Феодальные войска также осадили город Коложвар, в котором многие выжившие повстанцы нашли убежище; город пал в январе 1438 года.
Руководители восстания были казнены в Торде (Турда), а Коложвар был лишен городских привилегий — его жители были объявлены крестьянами. 2 февраля 1438 года Союз Капольны был возобновлен; позднее он стал называться «Союзом трёх наций».

## В литературе
Венгерский писатель Геза Хегедюш написал исторический роман о событиях восстания под названием «Опасность из леса» (венг. Erdőntúli veszedelem).